# Filippo Castracane degli Antelminelli
Filippo Castracane degli Antelminelli (* 23. März 1851 in Cagli, Provinz Pesaro und Urbino, Italien; † 21. August 1899 in Montecatini, Provinz Pistoia) war ein Kurienerzbischof der römisch-katholischen Kirche.

## Leben
Filippo Castracane degli Antelminelli studierte Philosophie und Katholische Theologie am Priesterseminar des Bistums Cagli und Pergola. Er empfing am 5. Juli 1876 das Sakrament der Priesterweihe für das Bistum Cagli und Pergola. Castracane degli Antelminelli wurde im Fach Kirchenrecht promoviert.
Am 25. September 1891 ernannte ihn Papst Leo XIII. zum Titularerzbischof von Edessa in Osrhoëne. Der Kardinalstaatssekretär Mariano Kardinal Rampolla del Tindaro, spendete ihm am 11. Oktober desselben Jahres die Bischofsweihe.
Am 18. Juni 1894 berief ihn Papst Leo XIII. zum Präsidenten der Päpstlichen Diplomatenakademie in Rom. Filippo Castracane degli Antelminelli trat 1898 als Präsident der Päpstlichen Diplomatenakademie zurück.
Filippo Castracane degli Antelminelli ist auf dem Campo Verano in Rom bestattet.
Sein Onkel war Castruccio Kardinal Castracane degli Antelminelli, Kardinalgroßpönitentiar.